# Hodonínka
La Hodonínka est un cours d'eau de la Tchéquie d'une longueur de 24 km qui coule dans la Région de Vysočina. Elle est un affluent de la Svratka et un sous-affluent du Danube par la Morava.

## Source de la traduction
- (cs) Cet article est partiellement ou en totalité issu de l’article de Wikipédia en tchèque intitulé « Hodonínka » (voir la liste des auteurs).